# Jealousy (låt av Queen)
Jealousy är en låt av det brittiska rockbandet Queen, utgiven på albumet Jazz 1978. Låten skrevs av sångaren Freddie Mercury och gavs ut som singel i april 1979.

## Medverkande
- Freddie Mercury - sång och bakgrundssång, piano
- Brian May - akustisk gitarr
- Roger Taylor - trummor
- John Deacon - elbas